# Nébald Rudolf
dr. Nébald Rudolf (Budapest, 1952. szeptember 7. –) olimpiai bronzérmes és világbajnok kardvívó, ügyvéd, a Fogyatékosok Nemzeti Sportszövetségének elnöke.

## Pályafutása
Az 1980-as moszkvai olimpián a férfi kardcsapattal bronzérmet szerzett, egy évre rá a Clermont-Ferrandi világbajnokságon viszont már a dobogó legfelső fokára állt.

## Családja
Öccse, Nébald György olimpiai bajnok kardvívó, sógornője Mincza Ildikó olimpiai bronzérmes párbajtőrvívó. 